# 성안의 초상
성안의 초상(成案義 肖像)은 대한민국 경상남도 창녕군 성산면 냉천리에 있는, 조선 중기의 문신이며 의병장이었던 성안의(1561∼1621) 선생의 초상화이다. 1997년 12월 31일 경상남도의 문화재자료 제247호로 지정되었다.

## 개요
조선 중기의 문신이며 의병장이었던 성안의(1561∼1621) 선생의 초상화이다.
성안의는 선조 24년(1591) 문과에 급제하고 이듬해 임진왜란이 일어나자 창녕에서 의병을 모집하여 곽재우 휘하에 들어가 활약했으며 그후 광주목사 등을 지내었다.
초상화는 두 손을 소매안에 모으고, 약간 왼쪽을 향한 채 서 있는 전신상으로, 녹색의 명주 바탕에 채색하여 그렸다. 머리에는 상투가 보이고 길게 늘어진 수염과 가늘게 올라간 눈이 인상적이다. 분홍색 겉옷의 옷자락 밑으로는 팔(八)자 모양으로 벌린 가죽신의 끝부분이 보인다.

## 같이 보기
- 성안의

## 참고 문헌
- 성안의 초상 - 국가유산청 국가유산포털